# Kaznějov
Kaznějov település Csehországban, a Észak-plzeňi járásban. Kaznějov Obora, Mrtník, Krašovice, Hromnice, Horní Bříza, Plasy, Rybnice és Trnová településekkel határos. Lakosainak száma 3112 fő (2024. január 1.).

## Népesség
A település lakosságának változását az alábbi diagram mutatja:
| Lakosok száma | 507  | 911  | 1391 | 2120 | 3267 | 3031 | 3090 | 3075 | 2934 | 3112 |
|               | 1869 | 1900 | 1921 | 1961 | 1980 | 2011 | 2016 | 2019 | 2021 | 2024 |